# Cosmarium protractum
Cosmarium protractum  là một loài Song tinh tảo trong họ Desmidiaceae, thuộc chi Cosmarium.